# 長野県道196号神ノ原青柳停車場線
長野県道196号神ノ原青柳停車場線（ながのけんどう196ごう かみのはらあおやぎていしゃじょうせん）は、長野県茅野市と諏訪郡原村を走る一般県道。

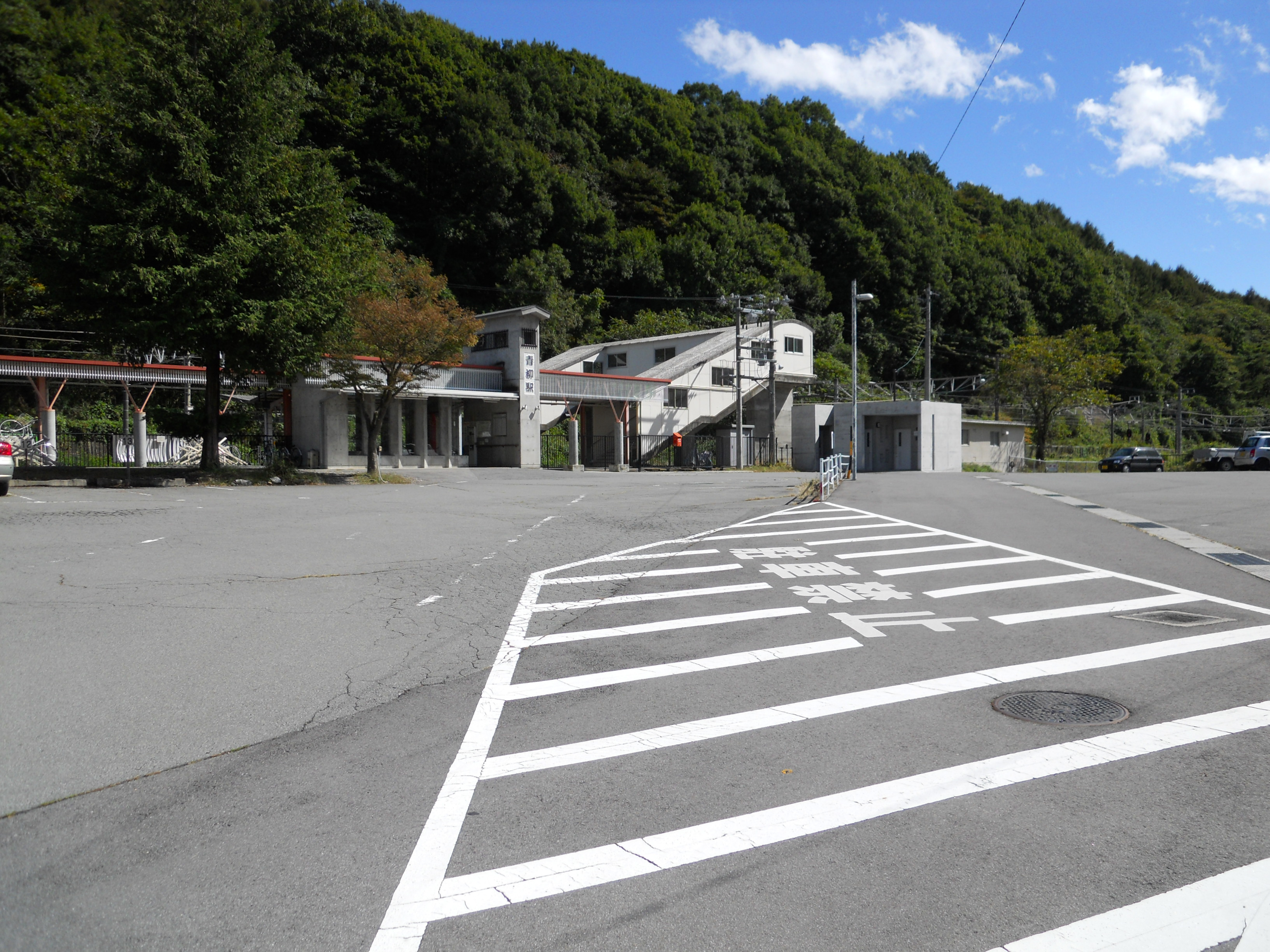
青柳駅

## 概要

### 路線データ
- 起点：茅野市大字玉川字神ノ原（神の原交差点、長野県道188号上槻木矢ヶ崎線交点）
- 終点：中央本線青柳駅

## 通過する自治体
- 長野県
  - 茅野市 - 諏訪郡原村 - 茅野市

## 交差する道路
- 長野県道188号上槻木矢ヶ崎線
- 長野県道17号茅野北杜韮崎線
- 長野県道197号払沢茅野線
- 長野県道425号払沢富士見線
- 国道20号